# Marta Makara-Studzińska
Marta Makara-Studzińska (ur. 31 lipca 1962 w Lublinie) – profesor nauk o zdrowiu, specjalista psychologii klinicznej, specjalista zdrowia publicznego, psychoterapeuta, superwizor psychoterapii, suicydolog, emerytowany profesor Collegium Medicum Uniwersytetu Jagiellońskiego. Prezes Sekcji Naukowej Suicydologii Polskiego Towarzystwa Psychiatrycznego na lata 2023–2026. Członkini Zarządu Polskiego Towarzystwa Suicydologicznego.

## Życiorys
W 1987 roku ukończyła studia z zakresu psychologii na Katolickim Uniwersytecie Lubelskim. W 1999 roku uzyskała stopień doktora nauk medycznych, w 2008 roku stopień naukowy doktora habilitowanego, a w 2013 roku tytuł profesora nauk o zdrowiu.
W latach 1988–2010 pracowała na Oddziale Nerwic Katedry i Kliniki Psychiatrii Uniwersytetu Medycznego w Lublinie początkowo jako asystent, potem adiunkt, a od roku 2014 jako profesor nadzwyczajny.
W latach 2011–2017 była kierownikiem Zakładu Psychologii Stosowanej, II Wydziału Lekarskiego z Oddziałem Anglojęzycznym Uniwersytetu Medycznego w Lublinie.
W latach 2017–2024 była kierownikiem Zakładu Psychologii Zdrowia Collegium Medicum Uniwersytetu Jagiellońskiego – stanowisko profesora zwyczajnego.
Opublikowała kilkaset prac badawczych w recenzowanych czasopismach naukowych, była redaktorem i współautorem kilku monografii. Specjalizuje się w zagadnieniach z psychologii klinicznej, komunikacji medycznej, psychoterapii, profilaktyki wypalenia zawodowego oraz suicydologii.
W 2020 została odznaczona Złotym Medalem za Długoletnią Służbę.

## Specjalizacje
- 1990 r. – specjalizacja w dziedzinie psychologii klinicznej – I stopień: tytuł psychologa klinicznego (nr 25/90)
- 1997 r. – specjalizacja w dziedzinie psychologii klinicznej – II stopień: tytuł specjalisty psychologii klinicznej (nr 23140/26/I/1997)
- 2016 r. – specjalizacja w dziedzinie zdrowia publicznego – tytuł specjalisty zdrowia publicznego (nr 008/2016.1/4)

## Certyfikaty zawodowe
- 1996 r. certyfikat psychoterapeuty (nr 248) – Zarząd Główny, Sekcja Naukowa Psychoterapii, Polskie Towarzystwo Psychiatryczne.
- 2011 r. certyfikat superwizora psychoterapii (nr 112) – Zarząd Główny, Sekcja Naukowa Psychoterapii, Sekcja Naukowa Terapii Rodzin, Polskie Towarzystwo Psychiatryczne.
- 2016 r. certyfikat terapeuty środowiskowego (nr 170/2016) Zarząd Główny, Sekcja Psychiatrii Środowiskowej, Polskie Towarzystwo Psychiatryczne.
- 2016 r. certyfikat specjalisty terapii środowiskowej (nr 1/2016) – Zarząd Główny, Sekcja Psychiatrii Środowiskowej, Polskie Towarzystwo Psychiatryczne.
- 2018 r. certyfikat suicydologa – Zarząd Główny, Polskie Towarzystwo Suicydologicze.
- 2023 r. certyfikat superwizora psychologii klinicznej (022) Polskie Towarzystwo Psychologii Klinicznej, Sekcja Psychologii Klinicznej.

## Członkostwa w instytucjach i organizacjach
Od 2013 roku jest członkinią komitetów redakcyjnych czasopism:
- Psychiatria Polska
- Psychoterapia
- Psychologia Kliniczna i Psychiatria
- Suicydologia Polska
- Archives of Psychiatry and Psychotherapy

Jest członkinią następujących towarzystw naukowych:
- Polskiego Towarzystwa Psychiatrycznego
- Polskiego Towarzystwa Psychologicznego
- Polskiego Towarzystwa Suicydologicznego
- The World Suicidology Net
- Sekcji Psychologii Klinicznej i Edukacji Zdrowotnej PAN
- Komisji Nauk Medycznych Polskiej Akademii Nauk
- Sekcji Naukowej Psychoterapii Polskiego Towarzystwa Psychiatrycznego
- Sekcji Naukowej Suicydologii Polskiego Towarzystwa Psychiatrycznego

Od 2016 roku jest członkinią Komisji Centrum Egzaminów Medycznych ds. psychologii klinicznej. Od 2019 roku jest członkinią Rady Dyscypliny CMUJ.
Od 2016 roku jest członkinią Grupy Roboczej Superwizorów Sekcji Naukowej Psychoterapii Polskiego Towarzystwa Psychiatrycznego.

## Publikacje
Ogółem jest autorką i współautorką 646 prac naukowych, w tym 11 monografii naukowych i 121 rozdziałów w książkach naukowych (ORCID: 0000-0001-7374-528X).